# Grofija Blois
Grofija Blois, francoska grofija, ki je na začetku obsegala okolico mesta Blois južno od Pariza. Drugo pomembno mesto v grofiji je bil Chartres. Blois je bil povezan s Šampanjo, vladarsko družino Châtillon, ki je prebivala večinoma v Bloisu, in kasneje s francosko kraljevo družino, na katero je Blois prešel leta 1391. Blois je imel velik pomen med stoletno vojno. V njem je imela oporišče tudi Ivana Orleanska. 
Obseg grofije se je s časom spreminjal. Severni del grofije, ki je mejil na Normandijo, se je včasih obravnaval ločeno kot grofija Chartres, čeprav bloiški grofje zanjo niso uporabljali posebnega imena. Vse posesti je Ivana Châtillonska leta 1291 prodala francoski kroni. 
Leta 1439 je področje okrog Chateauduna prešlo v last Jeana Dunoisa in se preimenovalo v grofijo Dunois.

## Seznam bloiških grofov
- Viljem (???–834)
- Oton (834–865)
- Robert (865–866)
- Warnegald (878–906), samo vikont
- Gello (906–928), samo vikont
- Teobald I. (928–975), samo vikont do leta 960
- Oton I. (975–995)
- Teobald II. (995–1004)
- Oton II. (1004–1037), tudi grof Troyesa
- Teobald III. (1037–1089), tudi grof Troyesa
- Štefan Henrik (1089–1102), tudi grof Meauxa
- Viljem Nori (1102-1107), tudi grof Sullyja
- Teobald IV. (1107–1152), tudi grof Šampanje
- Teobald V. (1152–1191)
- Ludvik I. (1191–1205)
- Teobald VI. (1205–1218)
- Margareta (1218–1230) 
  - Valter (1218–1230)
- Marija (1230–1241) 
  - Hugo I. (1230–1241)
- Ivan I. (1241–1279)
- Ivana (1279–1292)
- Hugo II. (1292–1307)
- Gvido I. (1307–1342)
- Ludvik II. (1342–1346)
- Ludvik III. (1346–1372)
- Ivan II. (1372–1381)
- Gvido II. (1381–1397)
- Ludvik IV. (1397–1407), tudi vojvoda Orléansa
- Karel (1407–1465), tudi vojvoda Orléansa
- Ludvik V. (1465–1498), tudi vojvoda Orléansa

V kraljevi posesti:
- Gaston (1626–1660), tudi vojvoda Orléansa

Grofija preide v trajno kraljevo posest.